# La familia Trapisonda
La familia Trapisonda, un grupito que és la monda és una sèrie de còmics creat pel dibuixant Francisco Ibáñez el 1958. Les històries relaten les còmiques desventures d'una família de classe mitjana-baixa.

## Trajectòria editorial
Va debutar a la revista setmanal Pulgarcito n.º 1418 el 7 de juliol de 1958. Va ser també publicada a Ven y Ven (1959), El Capitán Trueno Extra (1960 a 1968) i Bravo (1968), a més de ser reeditada posteriorment en altres publicacions. N'hi ha diversos recopilatoris com el nº 12 de la 4a edició de la col·lecció Olé (de personatges varis).
Possiblement la primera historieta que es va dibuixar de la sèrie és la que va aparèixer en el nº 31 de El Capitán Trueno Extra el 1960, ja que en ella Pancracio no reconeix al "nen calb estudiós" que és un personatge fix de la sèrie. La pàgina en qüestió té altres peculiaritats primerenques com que la professió de Pancracio és bomber en lloc d'oficinista, la seva "germana" és molt supersticiosa i apareix la criada Robustiana.

## Argument
La sèrie conta les desventures quotidianes d'una família de classe mitjana-baixa i la seva mascota, que tenen lloc gairebé sempre dins de l'àmbit domèstic, en el tercer pis d'un típic bloc de la gran ciutat. En aquest aspecte la sèrie és molt semblant a altres historietes de l'Escola Bruguera protagonitzades per nuclis familiars (especialment la família Cebolleta de Manuel Vázquez).

## Personatges
El protagonista és Pancracio, el cap de família, un gris oficinista (bomber en les primeres historietes) calb i amb bigoti, que sol ser el que surt pitjor parat a causa del seu caràcter envejós i en certa manera prepotent; la seva esposa, Leonor, de professió mestressa de casa; el seu fill, el típic nen entremaliat i el nebot, un nen calb i amb ulleres i sempre vestit de negre, el típic nen estudiós de la família. Un any després Ibáñez va canviar els parentius entre els personatges: l'esposa va passar a convertir-se en germana de Pancracio i el fill en nebot (el noi estudiós va continuar sent nebot, per la qual cosa els nens van passar de ser cosins a germans), sense quedar del tot clar per què els nens viuen a casa dels seus oncles. El motiu d'aquests canvis és que la censura franquista va prohibir a les revistes juvenils "toda desviación del humorismo hacia la ridiculización de la autoridad de los padres, de la santidad de la familia y el hogar".
La criada de la família es diu Robustiana; és la típica dona que ha emigrat del poble, té un aspecte poc agraciat, amb grans al nas i amb algunes dents menys. Aquest personatge va desaparèixer a les poques historietes.
La mascota dels Trapisonda és el personatge més popular i millor ideat de la sèrie. És un gos de nom "Àtila", que serveix de contrapunt al personatge de Pancracio, a qui odia profundament, amb comentaris cap a ell sempre malintencionats i ofensius, en moltes ocasions plens de malsana ironia. Aquests comentaris són únicament de pensament, ja que Àtila només pot bordar.
Hi ha un setè personatge recurrent, el director de l'empresa on treballa Pancracio, i que tampoc té nom propi oficial. El seu aspecte físic varia d'un episodi a un altre, encara que sol ser un home amb ulleres, calb i amb bigoti. Sol visitar als Trapisonda de tant en tant, generalment amb l'excusa d'augmentar-li el sou, però aquestes visites solen resultar contraproduents.